# Pterostichus tumescens
Pterostichus tumescens är en skalbaggsart som beskrevs av John Lawrence LeConte 1863. Pterostichus tumescens ingår i släktet Pterostichus och familjen jordlöpare. Inga underarter finns listade i Catalogue of Life.